# John Hughlings Jackson
John Hughlings Jackson (n. 4 aprilie 1835, Green Hammerton/Yorkshire - d. 7 octombrie 1911, Londra) a fost un neurolog și neurofiziolog englez, cunoscut mai ales pentru descrierea unei forme particulare de desfășurare a crizelor epileptice ("crize jacksoniene") și pentru teoria sa asupra regresiunii funcțiilor în cazul unei leziuni în sistemul nervos ("teoria disoluției").

## Biografie
John Hughlings Jackson s-a născut în anul 1835 într-o localitate din comitatul Yorkshire, unde tatăl său avea o mică fermă. La vârsta de 17 ani se decide pentru cariera de medic și începe o practică pe lângă Thomas Laycock, mai târziu profesor la facultatea de medicină a universității din Edinburgh. În 1856 obține "libera practică" și lucrează timp de trei ani ca asistent în spitalul local din York. După primirea titlului de Doctor în Medicină, pleacă în 1859 la Londra, unde începe specializarea în neurologie în serviciul condus de Johnathan Hutchinson. În 1863 devine asistent în "National Hospital for Nervous Diseases", unde Brown-Séquard devenise de curând șef de secție. În anul 1864, Jackson primește conducerea unui serviciu. El rămâne fără întrerupere în acest spital până la vârsta de pensionare în anul 1896. Pentru meritele sale în cursul îndelungatei activități, i se prelungește angajamentul pentru următorii zece ani, cu titlul de "consilier medical". În 1864, Jackson se căsătorește cu Elisabeth Base; soția lui moare 11 ani mai târziu, probabil în urma unei tromboze venoase cerebrale. În cursul bolii apar o serie accese convulsive de tip epileptic cu o repartiție particulară, care mai târziu au fost denumite "crize jacksoniene". Jackson a murit la 7 octombrie 1911 în vârstă de 76 de ani.

## Opera științifică
Încă în primele sale publicații, Jackson susținea că "leziuni destructive în creier nu provoacă neapărat simptome pozitive, ci produc modificări care duc la o stare negativă, din care pot rezulta simptome pozitive". Ca exemple care ilustrează această teză, se referea la creșterea tonusului muscular și exagerarea reflexelor tendinoase ale extremităților de partea unei hemipareze. O altă afirmație importantă constă în faptul că, punerea în evidență a localizării unei leziuni, prin care este tulburată o anumită funcție, nu permite nicio concluzie asupra localizării funcției respective.
Jackson era de părere că, nicio regiune a scoarței cerebrale nu ar fi exclusiv motorie sau exclusiv senzorială. Conform observațiilor sale, zonele "predominant" motorii se află în porțiunea anterioară a creierului, în timp ce zonele "predominant" senzoriale în regiunile posterioare.
Încă din anul 1864, Jackson s-a consacrat studiului tulburărilor de vorbire, care apar în urma unor leziuni cerebrale focale, dar s-a ferit să localizeze funcția vorbirii într-o anumită zonă a creierului. Doi ani, după ce Paul Broca arătase că folosirea cuvintelor în vorbire poate dispare în urma unei leziuni a scoarței cerebrale frontale de partea stângă, Jackson era încă reținut în primele sale lucrări în a recunoaște existența unei localizări rigide a vorbirii în anumiți centri ai creierului. Mai târziu, va admite că o anumită zonă a creierului, irigată de artera cerebrală mijlocie de partea stângă (azi spunem "emisfera cerebrală dominantă"), ar reprezenta - în analogie cu retina - "pata galbenă a vorbirii".

### "Crize jacksoniene"
Jackson a acordat o atenție deosebită studiului epilepsiei, în special s-a interesat de descrierea clinică și de patogeneza crizelor focale sau cu debut focal și propagare particulară, conform reprezentării somatotopice pe scoarța cerebrală, denumite azi "crize jacksoniene". Tot el a observat manifestările epileptice, descrise de el cu termenul de "dreamy state" ("stare de vis"), precum și echivalențele psihice ("stări crepusculare"), care apar în cazul unor leziuni în vecinătatea circonvoluțiunii cerebrale cunoscută cu numele de gyrus uncinatus, cărora le-a dat numele de "uncinate fits" ("crize uncinate").

### Evoluție și Disoluție
Una din cele mai interesante contribuții a lui Jackson în domeniul neurofiziologiei o reprezintă teoria lui asupra "evoluției" și "disoluției" (1881-1890). Prin "evoluție" Jackson înțelegea, în procesul de dezvoltare, trecerea unei funcții bine diferențiate de la un nivel inferior la unul superior, dar mai puțin diferențiat, sau progresul de la funcții automatizate la mișcări voluntare complicate. Sub termenul de "disoluție" Jackson înțelegea procesul de reducere a unei funcții la un nivel inferior de dezvoltare. Jackson presupunea că, în cazul unei leziuni cerebrale, funcțiile cele mai înalte, dar mai puțin diferențiate, ale creierului ar fi în primul rând afectate.

### Publicații
John Hughlings Jackson a publicat peste 300 de lucrări în diverse reviste de specialitate. Cele mai importante contribuții în domeniul fiziologiei și patologiei sistemului nervos au fost reunite de către Dr. James Taylor în volumul "Selected Writings of John Hughlings Jackson", apărut în 1931 la Londra.